# Vili Ropponen
Vili Tapio Ropponen (ur. 1996) – fiński zapaśnik walczący w stylu klasycznym. Zajął piąte miejsce na mistrzostwach Europy w 2019. Mistrz nordycki w 2018 roku.